# Denise Schöwing
Denise Schöwing (* 1968 in Flensburg) ist eine deutsche Drehbuchautorin und Journalistin.

## Leben
Denise Schöwing studierte Skandinavistik und Geschichte bis 1999 an der Humboldt-Universität zu Berlin. Während dieser Zeit war sie bereits ständige Mitarbeiterin beim Berliner Stadtmagazin Tip und von 2002 bis 2007 Redakteurin des TV-Supplements Tip Fernsehen.
Ab 2007 wurde sie als Drehbuchautorin tätig und schrieb für die Serien Kommissar Stolberg und SOKO Köln verschiedene Drehbücher.

## Filmografie
- 2008–2013: Kommissar Stolberg (Fernsehserie, 6 Folgen)
- 2011–2012: SOKO Köln (Fernsehserie, 2 Folgen)